# ミネット・ウォルターズ
ミネット・ウォルターズ（Minette Walters、1949年9月26日 - ）はイギリスの推理小説家。

## 略歴
イングランドのハートフォードシャー、ビショップズ・ストートフォードで将校サミュエル・ジェブと妻コリーンとの間に出生、彼女の人生の最初の10年はイギリス各地の陸軍基地を移動するのに費やされた。少女期には読書好きの母親の影響で、禁止されているにも拘らず押入れに篭ってまで犯罪小説や事件・裁判の記事などを読みふけったという。1960年に腎不全で父親を亡くしてからは、ソールズベリーのゴドルフィン寄宿学校での奨学金を給付されるようになるまで、バークシャーのアベィ・スクールで1年間を読書三昧で過ごした。
寄宿学校から大学入学までの間、1968年には The Bridge in Britain のボランティアに参加、イスラエル・エルサレムに行き、キブツや少年院で実習する。後、ダラム大学トレベリアン校でフランス語を専攻し、1971年に卒業。
1972年に編集助手として「IPC Magazines」に入社し、翌年「Woman's Weekly Library」の編集者となる。余暇に恋愛小説や短編あるいは連載物を書くことで少ない給料を補った。1977年にはフリーランサーとなるが、 彼女自身の請求書を決済できるように雑誌社のために書き続けた。大学で出会ったアレク・ウォルターズと1978年に結婚、2人の息子、ローランドおよびフィリップをもうける。
2年半をかけた処女長編小説『氷の家』（原題：Ice House ）は多くの出版社に拒否されたが、1992年、マクミラン・パブリッシャーズが1250ポンドでこれを買い出版する。たちまち英国推理小説作家協会（CWA）ジョンクリーシー賞を受賞、11の海外出版社もこれに飛びついた。次の2冊の作品『女彫刻家』（原題：The Sculptress ）でエドガー賞 長編賞を、『鉄の枷』（原題：The Scold's Bridle ）でCWAゴールド・ダガー賞をそれぞれ獲得、彼女は最初の3冊で3つの主要な賞を勝ち取った初めての推理小説家となった。

## 作品リスト

### 長編
| #  | 邦題           | 原題                      | 刊行年 | 刊行年月   | 訳者     | 出版社       | 備考                                               |
| -- | -------------- | ------------------------- | ------ | ---------- | -------- | ------------ | -------------------------------------------------- |
| 1  | 氷の家         | The Ice House             | 1992年 | 1995年02月 | 成川裕子 | 創元推理文庫 |                                                    |
| 2  | 女彫刻家       | The Sculptress            | 1993年 | 1995年07月 | 成川裕子 | 創元推理文庫 |                                                    |
| 3  | 鉄の枷         | The Scold's Bridle        | 1994年 | 1996年11月 | 成川裕子 | 創元推理文庫 |                                                    |
| 4  | 昏い部屋       | The Dark Room             | 1995年 | 1999年09月 | 成川裕子 | 創元推理文庫 |                                                    |
| 5  | 囁く谺         | The Echo                  | 1997年 | 2002年04月 | 成川裕子 | 創元推理文庫 |                                                    |
| 6  | 破壊者         | The Breaker               | 1998年 | 2011年12月 | 成川裕子 | 創元推理文庫 |                                                    |
| 7  | 蛇の形         | The Shape of Snakes       | 2000年 | 2004年07月 | 成川裕子 | 創元推理文庫 |                                                    |
| 8  | 遮断地区       | Acid Row                  | 2001年 | 2013年02月 | 成川裕子 | 創元推理文庫 |                                                    |
| 9  | 病める狐       | Fox Evil                  | 2002年 | 2007年07月 | 成川裕子 | 創元推理文庫 |                                                    |
| 10 |                | Disordered Minds          | 2003年 |            |          |              |                                                    |
| 11 | 悪魔の羽根     | The Devil's Feather       | 2005年 | 2015年05月 | 成川裕子 | 創元推理文庫 |                                                    |
| 12 | カメレオンの影 | The Chameleon's Shadow    | 2007年 | 2020年04月 | 成川裕子 | 創元推理文庫 |                                                    |
| 13 |                | A Dreadful Murder         | 2013年 |            |          |              | 1908年に発生した未解決事件「ルアード事件」の小説化 |
| 14 |                | The Cellar                | 2015年 |            |          |              |                                                    |
| 15 |                | The Last Hours            | 2017年 |            |          |              | Black Death series                                 |
| 16 |                | The Turn of Midnight      | 2018年 |            |          |              | Black Death series                                 |
| 17 |                | The Swift and the Harrier | 2021年 |            |          |              |                                                    |

### 短編
- 火口箱　The Tinder Box' (1999) - 『創元推理19 夢のような探偵小説について』→『養鶏場の殺人／火口箱』（創元推理文庫 2014）所収
- 養鶏場の殺人 Chickenfeed (2006) - 『養鶏場の殺人／火口箱』（創元推理文庫 2014）所収

## 受賞・ノミネート歴
英語圏
- 1992年：『氷の家』でCWAジョン・クリーシー・ダガー賞（新人賞）受賞
- 1994年：『女彫刻家』でマカヴィティ賞長編賞受賞、エドガー賞 長編賞受賞
- 1994年：『鉄の枷』でCWAゴールド・ダガー賞受賞
- 1995年：『昏い部屋』でCWAゴールド・ダガー賞ノミネート
- 2002年：『遮断地区』でCWAゴールド・ダガー賞ノミネート
- 2003年：『病める狐』でCWAゴールド・ダガー賞受賞

非英語圏
- 2001年：『蛇の形』でデンマーク推理作家アカデミー パレ・ローゼンクランツ賞（デンマーク語版）受賞
- 2006年：フィンランド・ミステリ協会 外国推理作家賞受賞